# 前34世纪
| 千纪： | 前5千纪 \| 前4千纪 \| 前3千纪 |
| 世纪： | 前37世纪 \| 前36世纪 \| 前35世纪 \| 前34世纪 \| 前33世纪 \| 前32世纪 \| 前31世纪                                                         |
| 年代： | 前3390年代 \| 前3380年代 \| 前3370年代 \| 前3360年代 \| 前3350年代 \| 前3340年代 \| 前3330年代 \| 前3320年代 \| 前3310年代 \| 前3300年代 |

前3400年至前3301年的这一段期间被称为前34世纪。

## 重要事件、发展与成就
- 科学技术

- 战争与政治

- 公元前34世纪的天灾人祸

- 文化娱乐
  - 在埃及奈加代文化到达IIIa2阶段。
  - 在乌鲁克时期，陈旧的楔形文字文本的形式出现。
- 疾病与医学
  - 约公元前3350年，爱尔兰在阿什利公园出现古坟。
- 环境与自然资源